# Rauchröhrchen

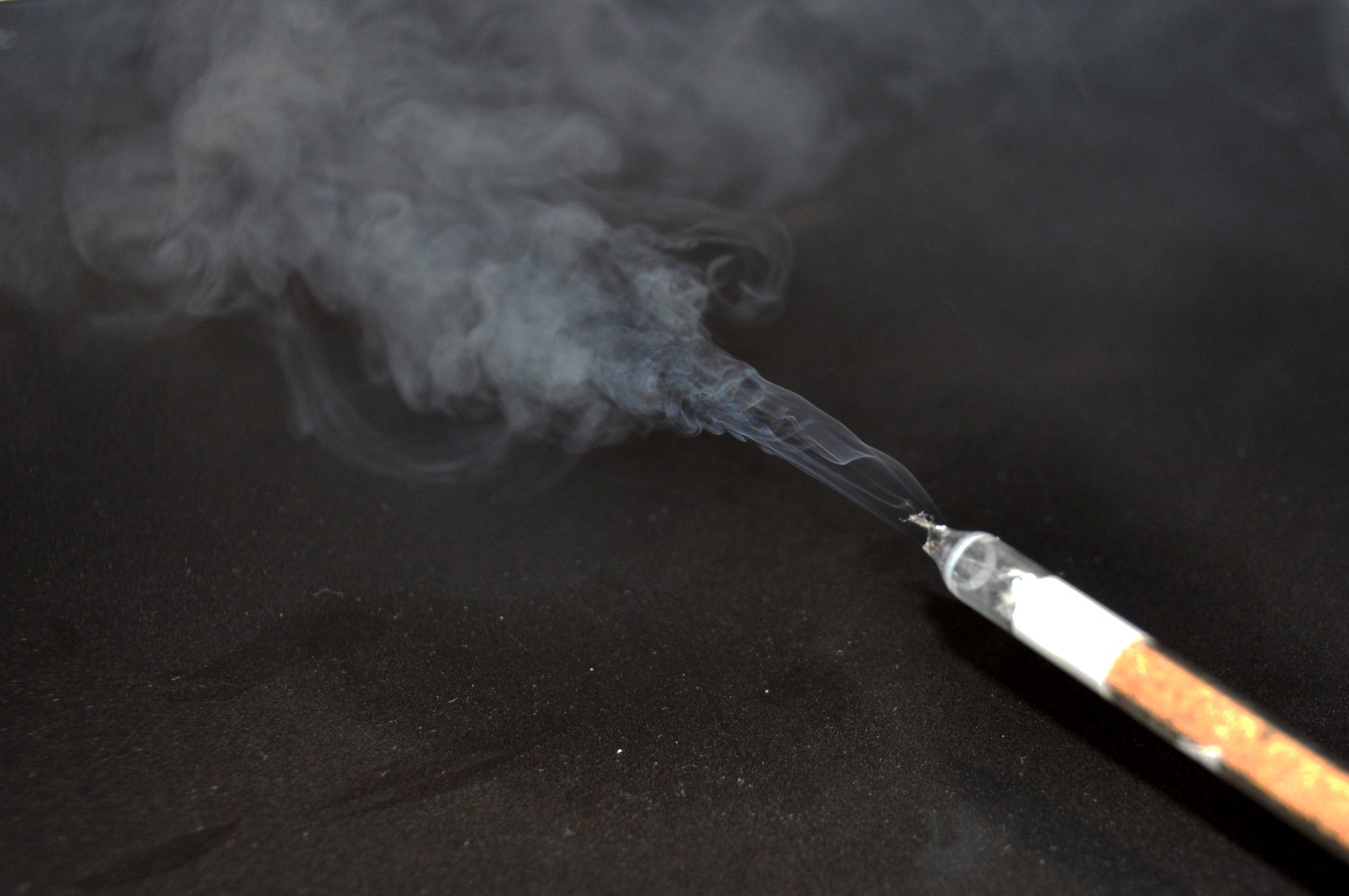
Rauchröhrchen in Benutzung

Ein Rauchröhrchen ist ein einfacher Strömungsprüfer, der kleinste Luftströmungen visualisiert. Anwendungsgebiete sind z. B. der Bergbau oder Laborumgebungen.
Die weit verbreitete Form besteht aus einem Glasröhrchen, in dessen Inneren sich in einem Granulat rauchende Schwefelsäure befindet. Zur Anwendung wird das Glasröhrchen an beiden Enden aufgebrochen und Luft hindurch gepumpt. Durch Reaktion der Schwefelsäure mit Luftfeuchtigkeit entsteht ein weißer Rauch, dessen Bewegung die Luftströmung anzeigt.
Als Pumpe dient im einfachsten Fall ein Gummiball; es gibt aber auch elektrische Pumpen zu diesem Zweck. Eine Nutzung mit Druckgas ist aufgrund mangelnder Feuchtigkeit im Gas problematisch.
Zum Teil werden von Herstellern Gummistopfen beigelegt, um das Röhrchen kurzzeitig wieder verschließen zu können.